# Иванищук, Пётр Петрович
Пётр Петрович Иванищук (25 марта 1947, село Гуща, Волынская область — 22 сентября 2008, Иваново) — советский и российский энтомолог и паразитолог, специалист по биологии и кариологии слепней.

## Биография
Родился 25 марта 1947 года в селе Гуща. С 1964 по 1970 года учился в Ивановском медицинском институте. С этим вузом была связана вся его дальнейшая карьера. В 1973 года защитил кандидатскую диссертацию под руководством профессора Н. В. Хелевина на тему «Некоторые вопросы морфологии, экологии и фенологии преимагинальных фаз слепней». В 1986 году защитил докторскую диссертацию по теме «Сравнительная кариология, морфология и экология слепней фауны СССР». Звание профессора присуждено в 1988 году. Был заведующим кафедрой биологии и деканом педиатрического факультета. С 1996 по 2000 годы был первым проректором и дважды исполнял обязанности ректора Ивановской медицинской академии.

## Научные достижения
Разработал метод изучения метафазных хромосом из клеток преджелудка имаго слепней и усовершенствовал методики приготовления временных и постоянных препаратов хромосом. Впервые описал кариотипы 50 видов и 4 подвидов слепней. Описал один вид слепней Tabanus dolini Ivanistshuk, 1986. Руководил разработками в области регенерации, трансплантации органов и тканей млекопитающих. Руководил подготовкой 4 кандидатских и 1 докторской диссертации.
Иванищуку было присвоено звание «Ветеран труда», он отмечен знаками «Отличник здравоохранения» и «За охрану природы России».

## Избранные публикации
Автор 156 научных и учебно-методических публикаций, в том числе:
- Иванищук П. П. Сезонные миграции личинок слепней // Медицинская паразитология и паразитарные болезни : журнал. — 1974. — № 1. — С. 22—26. — ISSN 0025-8326.
- Иванищук П. П. Описание личинки и куколки мухи-дождевки Haematopota scutellata rossica Olsufiev et Ivanistshuk (Diptera, Tabanidae) // Энтомологическое обозрение : журнал. — 1975. — Т. 54, № 4. — С. 896—898. — ISSN 0367-1445.
- Иванищук П. П. Сравнительное описание кариотипов некоторых видов слепней рода Hybomitra (Diptera, Tabanidae) // Зоологический журнал : журнал. — 1978. — Т. 57, № 2. — С. 222—227. — ISSN 0044-5134.
- Иванищук П. П,. Кариотипы некоторых видов слепней рода Tabanus // Цитология : журнал. — 1977. — № 11. — С. 1266—1271. — ISSN 0041-3771.
- Иванищук П. П,. Применение метода вроцловской школы таксономии для определения степени генеалогической близости видов рода Tabanus (Diptera, Tabanidae) по данным анализа кариотипов // Генетика : журнал. — 1987. — № 7. — С. 1195—1200. — ISSN 0016-6758.
- Иванищук П. П. О таксономическом ранге двух форм Chrysops caecutiens (Tabanidae) // Паразитология : журнал. — 1983. — Т. 17, № 3. — С. 223—228. — ISSN 0031-1847.
- Иванищук П. П. Кариотипы слепней Hybomitra erberi и Hybomitra peculiaris (Diptera, Tabanidae) // Вестник зоологии : журнал. — 1985. — Т. 4, № 3. — С. 73—75. — ISSN 0084-5604.
- Иванищук П. П. Новый вид слепней Tabanus dolini sp. n. // Паразитология : журнал. — 1986. — Т. 19, № 3. — С. 310—312. — ISSN 0031-1847.